# چهل و سومین دوره جوایز اسکار
چهل و سومین دوره مراسم اعطای جوایز اسکار (انگلیسی: 43rd Academy Awards) در روز پنجشنبه ۱۵ آوریل ۱۹۷۱ در دوروتی چندلر پاویون لوس آنجلس برگزار شد. در این مراسم بهترین فیلم‌های سال ۱۹۷۰ جهان به انتخاب آکادمی علوم و هنرهای تصاویر متحرک جایزه گرفتند.
دان ریکلس مجری این مراسم بود.

## جوایز
برندگان نخست و در حروف برجسته پررنگ فهرست شده‌اند.
| جایزه اسکار بهترین فیلم | جایزه اسکار بهترین کارگردانی |
| --- | --- |
| - پاتون - فرودگاه - پنج بخش آسان - داستان عشق - مش | - فرانکلین جی شافنر – پاتون - رابرت آلتمن – مش - فدریکو فلینی – ستیریکون - آرتور هیلر – داستان عشق - کن راسل – زنان عاشق |
| جایزه اسکار بهترین بازیگر نقش اول مرد | جایزه اسکار بهترین بازیگر نقش اول زن |
| - جرج سی. اسکات – پاتون (نپذیرفت) در نقش جورج پاتون - ملوین داگلاس – هیچ‌گاه برای پدرم آواز نخواندم در نقش Tom Garrison - جیمز ارل جونز – امید سفید بزرگ در نقش Jack Jefferson - جک نیکلسون – پنج بخش آسان در نقش Robert Eroica Dupea - رایان اونیل – داستان عشق در نقش Oliver Barrett IV | - گلندا جکسون – زنان عاشق در نقش Gundrun Brangwen - جین الکساندر – امید سفید بزرگ در نقش Eleanor Backman - الی مک‌گرو – داستان عشق در نقش Jennifer "Jenny" Cavalleri - سارا مایلز – دختر رایان در نقش Rosy Ryan - کری اسنادگرس – خاطرات یک زن خانه‌دار دیوانه در نقش Bettina "Tina" Balser |
| جایزه اسکار بهترین بازیگر نقش مکمل مرد | جایزه اسکار بهترین بازیگر نقش مکمل زن |
| - جان میلز – دختر رایان در نقش Michael - ریچارد اس. کاستلانو – عاشقان و دیگر غریبه‌ها در نقش Frank Vecchio - چیف دن جورج – بزرگ‌مرد کوچک در نقش Old Lodge Skins - جین هکمن – هیچ‌گاه برای پدرم آواز نخواندم در نقش Gene Garrison - جان مارلی – داستان عشق در نقش Phil Cavalleri | - هلن هیز – فرودگاه در نقش Ada Quonsett - کارن بلک – پنج بخش آسان در نقش Rayette Dipesto - لی گرانت – The Landlord در نقش Joyce Enders - سالی کلرمن – مش در نقش Margaret "Hot Lips" Houlihan - مورین استیپلتون – فرودگاه در نقش Inez Guerrero |
| جایزه اسکار بهترین فیلم‌نامه غیراقتباسی | جایزه اسکار بهترین فیلم‌نامه اقتباسی |
| - پاتون – فرانسیس فورد کوپولا و ادموند اچ. نورث - پنج بخش آسان – باب رافلسون - Joe – Norman Wexler - داستان عشق – اریک سگال - شب من نزد مود – اریک رومر | - مش – رینگ لاردنر جونیور - فرودگاه – جرج سیتون - هیچ‌گاه برای پدرم آواز نخواندم – رابرت اندرسون - عاشقان و دیگر غریبه‌ها – جوزف بولونیا و David Zelag Goodman - زنان عاشق – لری کریمر |
| جایزه اسکار بهترین فیلم مستند | Best Documentary Short |
| - وودستاک - ارابه خدایان (Released in English language version under title "Chariots of the Gods?") - Jack Johnson - کینگ: مستند... از مونتگمری تا ممفیس - Say Goodbye | - Interviews with My Lai Veterans – Joseph Strick, Producer - The Gifts - A Long Way from Nowhere - Oisin - Time Is Running Out |
| جایزه اسکار بهترین فیلم کوتاه | جایزه اسکار بهترین پویانمایی کوتاه |
| - The Resurrection of Broncho Billy – John Longenecker - Shut Up...I'm Crying – Robert Siegler, Producer - Sticky My Fingers...Fleet My Feet – جان دی هنکاک | - Is It Always Right to Be Right? – Stephen Bosustow Prods. , Schoenfeld Films – Nick Bosustow - The Further Adventures of Uncle Sam: Part Two – Haboush Company, Goldstone Films – Robert Mitchell و Dale Case - The Shepherd – Cameron Guess and Associates, Brandon Films – Cameron Guess |
| جایزه اسکار بهترین موسیقی فیلم | جایزه اسکار بهترین موسیقی فیلم |
| - داستان عشق – فرانسیس له - فرودگاه – آلفرد نیومن (فهرست نامزدان و برندگان جایزه اسکار پس از مرگ) - کرامول – فرانک کردل - پاتون – جری گلدسمیت - گل‌آفتاب‌گردان – هنری مانچینی | - بگذار باشد – بیتلز - The Baby Maker – music by فرد کارلین; lyrics by Tylwyth Kymry - A Boy Named Charlie Brown – music by Rod McKuen, John Scott Trotter; lyrics by Rod McKuen, بیل ملندز; Al Shean; adaptation score by Vince Guaraldi - Darling Lili – Music by هنری مانچینی; lyrics by جانی مرسر - اسکروچ – music and lyrics by لسلی بریکوس; arranged/adapted by Ian Fraser و Herbert W. Spencer |
| جایزه اسکار بهترین ترانه | Best Sound Mixing |
| - "For All We Know" – عاشقان و دیگر غریبه‌ها • Music: فرد کارلین • Lyrics: راب رویر و جیمی گریفن - "Whistling Away the Dark" – Darling Lili • Music: هنری مانچینی • Lyrics: جانی مرسر - "Till Love Touches Your Life" – Madron • Music: ریتز اورتولانی • Lyrics: Arthur Hamilton - "Pieces of Dreams" – Pieces of Dreams • Music: میشل لوگران • Lyrics: الن برگمن و الن برگمن - "Thank You Very Much" – اسکروچ • Music and lyrics: لسلی بریکوس | - پاتون – Douglas O. Williams و Don J. Bassman - فرودگاه – Ronald Pierce و David H. Moriarty - دختر رایان – Gordon K. McCallum و John Bramall - تورا! تورا! تورا! – Murray Spivack و Herman Lewis - Woodstock – Dan Wallin و L. A. Johnson |
| Best Foreign Language Film | جایزه اسکار بهترین طراحی لباس |
| - بازجویی از یک شهروند دور از سوءظن – ایتالیا - First Love – سوئیس - Hoa-Binh – فرانسه - Paix sur les champs – بلژیک - تریستانا – اسپانیا | - کرامول – ویتوریو نینو نووارز - فرودگاه – ادیت هد - Darling Lili – Jack Bear و Donald Brooks - The Hawaiians – بیل توماس - اسکروچ – مارگرت فرس |
| جایزه اسکار بهترین طراحی صحنه | جایزه اسکار بهترین فیلمبرداری |
| - پاتون – Urie McCleary, Gil Parrondo, Antonio Mateos, Pierre-Louis Thévenet - فرودگاه – Alexander Golitzen, E. Preston Ames, Jack D. Moore, Mickey S. Michaels - The Molly Maguires – Tambi Larsen, Darrell Silvera - اسکروچ – Terence Marsh, Bob Cartwright, Pamela Cornell - تورا! تورا! تورا! – Jack Martin Smith, Yoshiro Muraki, Richard Day, Taizoh Kawashima, Walter M. Scott, Norman Rockett, Carl Biddiscombe                       | - دختر رایان – فردی یانگ - پاتون – فرد کوئینکمپ - فرودگاه – ارنست لاسلو - تورا! تورا! تورا! – Osami Furuya, Sinsaku Himeda, Masamichi Satoh and چارلز اف. ویلر - زنان عاشق – بیلی ویلیامز |
| جایزه اسکار بهترین تدوین | جایزه اسکار بهترین جلوه‌های تصویری |
| - پاتون – هیو اس. فاولر - فرودگاه – استیوارت گیلمور - مش – Danford B. Greene - تورا! تورا! تورا! – جیمز ئی. نیوکام، Pembroke J. Herring, Inoue Chikaya - Woodstock – تلما شونمیکر | - تورا! تورا! تورا! – A. D. Flowers و ال بی ابوت - پاتون – Alex Weldon |

## فیلم‌های با بیش از یک جایزه یا نامزدی
| These films had multiple nominations: - ۱۰ نامزدی: فرودگاه و پاتون - ۷ نامزدی: داستان عشق - ۵ نامزدی: مش و Tora! Tora! Tora! - ۴ نامزدی: پنج بخش آسان, دختر رایان, اسکروچ و زنان عاشق - ۳ نامزدی: Darling Lili, هیچ‌گاه برای پدرم آواز نخواندم, Lovers and Other Strangers و وودستاک - ۲ نامزدی: کرامول و امید سفید بزرگ | The following films received multiple awards. - ۷ برنده: پاتون - ۲ برنده: دختر رایان |

## جستارهای ویژه
- بیست و هشتمین مراسم گلدن گلوب